# JAMA Otolaryngology–Head & Neck Surgery
JAMA Otolaryngology-Head & Neck Surgery è una rivista medica mensile sottoposta a revisione paritaria e pubblicata dall'American Medical Association. Tratta tutti gli aspetti della prevenzione, della diagnosi e del trattamento delle malattie della testa, del collo, dell'orecchio, del naso e della gola.
Il caporedattore è Jay F. Piccirillo (Washington University School of Medicine).
È stata fondata nel 1925 col nome di Archives of Otolaryngology e ribattezzata A.M.A. Archives of Otolaryngology nel 1950, poi rinominata Archives of Otolaryngology–Head & Neck Surgery nel 1960, prima di ottenere il nome attuale nel 2013.
Secondo il Journal Citation Reports, nel 2021 la rivista ha avuto un fattore di impatto pari a 8,961, collocandosi al 1º posto su 43 titoli nella categoria otorinolaringoiatrica.

## Storia del titolo
Il titolo della rivista ha avuto le seguenti variazioni:
- JAMA Otorhinolaryngology—Head & Neck Surgery (2013-present, ISSN 0886-4470 (WC · ACNP))
- Archives of Otorhinolaryngology—Head & Neck Surgery (1986-2012, ISSN 1538-361X (WC · ACNP))
- Archives of Otolaryngology (1960-1986, ISSN 0003-9977 (WC · ACNP))
- A.M.A. Archives of Otolaryngology (1950-1960, ISSN 0096-6339 (WC · ACNP))
- Archives of Otolaryngology (1925-1950, ISSN 0276-0673 (WC · ACNP)).

## Indicizzazione
Gli abstract e gli articoli sono indicizzati da Index Medicus/MEDLINE/PubMed.